# 싱가포르 국가 올림픽 평의회
싱가포르 국가 올림픽 평의회(영어: Singapore National Olympic Council, 중국어: 新加坡国家奥运理事会)는 싱가포르를 대표하는 국가 올림픽 위원회이다. IOC 코드는 SIN이다. 아시아 올림픽 평의회에 소속되어 있다.
싱가포르 국가 올림픽 평의회는 아시안 게임, 코먼웰스 게임, 동남아시아 경기 대회, 올림픽 등의 대회에서 선수들을 파견한다. 1947년에 싱가포르 올림픽 체육 평의회(Singapore Olympic and Sports Council, SOSC)라는 이름으로 설립되었으며 1948년에 국제 올림픽 위원회의 승인을 받았다. 1970년에 현재의 이름으로 변경했다.

## 같이 보기
- 올림픽 싱가포르 선수단